# Gerontologija
Gerontologíja je veda, ki z biološkega in sociološkega vidika raziskuje staranje. Zdravnik specialist za gerontologijo se imenuje gerontolog.
Beseda gerontologija (izhaja iz grške besede γέρων, Geron, »star človek« »v-λογία, -logija, »študij«; prvi jo je omenil Ilja Iljič Mečnikov leta 1903), je študij socioloških, psiholoških in bioloških vidikov staranja. Razlikujemo jo od geriatrije, medicinske vede, ki se ukvarja z boleznimi starejših ljudi. Gerontologi so raziskovalci in praktiki s področja biologije, medicine, optometrije, zobozdravstva, socialnega dela, fizične in delovne terapije, psihologije, psihiatrije, sociologije, ekonomije, političnih ved, arhitekture, farmacije, zdravstvene nege, gospodinjstva in antropologije. 
Gerontologija vključuje:
• preučevanje fizičnih, duševnih in socialnih sprememb zaradi staranja ljudi, 
• preiskovanje samega procesa staranja (biogerontologija),
• preiskovanje povezave med normalnim staranjem in s starostjo povezanih bolezni (gero-znanost),
• preiskovanje posledic staranja prebivalstva na družbo,
• uporaba tega znanja v politikah in programih, vključno z makroskopskimi (na primer vladno načrtovanje) in mikroskopskimi (na primer oskrba na domu) vidiki.
Multidisciplinarna narava gerontologije pomeni, da se gerontologija prepleta s številnimi drugimi področji kot sta na primer psihologija in sociologija. Gerontologi preučujejo staranje v smislu štirih različnih procesov: kronološko staranje, biološko staranje, psihološko staranje in socialno staranje. Kronološko staranje je definirano kot staranje, ki temelji na številu let določene osebe. [1] Biološko staranje se nanaša na fizične spremembe, ki zmanjšujejo učinkovitost organskih sistemov. Psihološko staranje vključuje spremembe, ki se pojavljajo v čustvenih in zaznavnih procesih, kognitivnih sposobnostih, sposobnostih prilagajanja in osebnosti starostnika. Socialno staranje se nanaša na spremembno vloge in odnosa starosnika do družine, prijateljev in na drugo neformalno podporo ter aktivno vlogo organizacij. 
V Sloveniji se socialna gerontologija lahko študira na prvi, drugi (magistrski) in tretji (doktorski) stopnji na fakulteti Alma Mater Europaea .

## Zgodovina gerontologije
V srednjeveškem islamskem svetu je več zdravnikov pisalo o vprašanjih povezanih z gerontologijo. Avicenna je v knjigi The Canon of Medicine (1025) ponudil navodila za nego starostnika, vključno z dieto in nasveti za težave, kot je na primer zaprtje. Arabski zdravnik Ibn Al-Jazzar Al-Qayrawani (Algizar, c. 898-980) je pisal o bolečinah in razmerah za starejše (Ammar 1998, str. 4). Njegovo znanstveno delo obsega motnje spanja, pozabljivost, kako krepiti [spomin] in vzroke umrljivosti. Ishaq ibn Hunayn (umrl leta 910) je prav tako pisal o zdravljenju pozabljivosti (Nacionalna medicinska knjižnica v ZDA, 1994).
V 14. stoletju sta začela naraščati tako število starih ljudi kot tudi življenjska doba. Takrat je družba smatrala skrb za starejše sorodnike kot družinsko vprašanje. Šele s prihodom industrijske revolucije se je pojavila ideja o sistemu družbenega varstva, ki bi lahko bil koristen. Domovi ostarelih so se pojavili v 19. stoletju.
Nekateri začetniki gerontologije, kot je Michel Eugène Chevreul, ki je sam živel 102 leti, so verjeli, da bi morala biti starost znanost, ki jo je potrebno preučevati. Ilja Iljič Mečnikov je leta 1903 prvi uporabil izraz "gerontologija".
Šele leta 1940 (James Birren) so začeli obravnavati gerontologijo kot samostojno področju. Ob spoznanju, da se strokovnjaki na številnih področjih ukvarjajo s starejšo populacijo, je postalo jasno, da je potrebna skupina kot je Ameriško gerontološko društvo (ustanovljeno leta 1945). Dve desetletji pozneje je bil James Birren imenovan za direktorja in ustanovitelja prvega znanstveno-raziskovalnega centra, Gerontološki center Ethele Percy Andrus na Univerzi v Južni Kaliforniji, ki je bil namenjen izključno preučevanju staranja. Baltimore Longitudinalnova je 1958 pričel s študijo staranja, z namenom preučiti fiziološke spremembe pri zdravih ljudeh srednjih let in starejših moških, in sicer tako, da so vsaki dve leti testirali njihove fiziološke parametre. Leta 1967 sta Univerza Južne Floride in Univerza Severnega Teksasa (prej Državna univerza Severni Teksas) prejeli s strani ameriške administracije subvencijo za izobraževanje, da bi začeli izvajati študijski program gerontologije tudi na magistrski stopnji. Leta 1975 je Fakulteta za gerontologijo Leonarda Davisa na Univerzi Južne Kalifornije, z Birrenom kot ustanovnim dekanom, postala prva Fakulteta za gerontologijo v državi v okviru univerze, kasneje pa je ponudila tudi prvi doktorski študij na tem področju. Od takrat so številne druge univerze oblikovale oddelke ali fakultete za gerontologijo ter študije o staranju.
Gerontološko izobraževanje je zacvetelo v Združenih državah Amerike od leta 1967 dalje in sedaj številne fakultete in univerze ponujajo izobraževanje na vseh študijskih stopnjah. Eden od začetnikov gerontologije Robert N. Butler, se je zavzemal za nego in spoštovanje od starejših. Butler je dobil Pulitzerjevo nagrado za njegova knjiga z naslovom "Zakaj preživeti? Biti star v Ameriki", kjer je opisano kako so starejši prezrti, se z njimi grdo ravna in so včasih celo zlorabljeni. Njegova knjiga jasno dokazuje potrebo, da kot družba spremenimo vedenje do starejših. Na univerzah so bili ustanovljeni številni centri, ki se ukvarajo s staranjem, kot so Center staranja na Duke Univerzi, Institut za gerontologijo na Univerzi v Gruziji, Center staranja na Univerzi v Chicagu in Center za dolgoživost na Stanfordu. Razmeroma malo univerz ponuja doktorat iz gerontologije. Trenutno je doktorski program gerontologije na voljo na Univerzi v Miamiju, Univerzi v Kansasu, Univerzi v Kentuckyju, Univerzi Maryland Baltimore, Univerzi Massachusetts Boston in [[:en:University of Southern California|Univerzi Južne Kalifornije. Zaradi znatnega povečanja staranja prebivalstva med post-industrijskimi zahodnimi narodi je to postalo eno najhitreje rastočih področij.
Od leta 1950 do leta 1970, so se gerontologi ukvarajali predvem s socialnim vidikom, na primer z domovi za ostarele in zdravstvenim varstvom. Raziskava, ki jo je leta 1960 opravil en:Leonard Hayflick, je privedla do razvoja ločene veje, biogerontologije. Postalo je jasno, da zgolj zdravljenje ostarelih ni dovolj. V ospredje je prišlo vprašanje razumevanja procesa staranja in kaj je mogoče storiti na tem področju. 
Biogerontologija se je okrepila tudi ob pomoči raziskav Cynthia Kenyona in drugih, ki so pokazale, da je možno podaljšanje življenjske dobe pri nižjih življenjskih oblikah, kot so sadne mušice, črvi in kvasovke. Zaenkat pa se pri vseh vrstah sesalcev ni pokazalo nič več kot le majno zvišanje življenjske dobe.

## Demografija staranja
Po vsem svetu je pričakovati hitro staranje prebivalstva. Leta 1900 je v Združenih državah Amerike živelo 3,1 milijona ljudi starejših od 65 let. Ta populacija je v 20. stoletju rastla še naprej in je leta 1990 dosegla 31,2, leta 2000 35 in leta 2010 40,3 milijona ljudi. Predvsem v Združenih državah Amerike je "baby boom" generacija v letu 2011 pričela dosegati starost okoli 65 let. V zadnjem času v ZDA raste število ljudi starih 65 in več let hitreje od celotnega prebivalstva. Skupno število prebivalcev se je med letoma 2000 in 2010 povečalo za 9,7%, iz 281.400.000 na 308.700.000. Prebivalstvo staro 65 let in več pa se je v istem obdobju povečalo za 15,1%. Ocenjuje se, da bo leta 2025 kar 25% prebivalcev v Združenih državah Amerike in Kanadi starih 65 let in več. Poleg tega je napovedano, da bo do leta 2050, prvič v zgodovini Združenih držav Amerike, število oseb starih 60 let in več večje od števila otrok starih od 0 do 14 let. Število oseb starih 85 let in več (najstarejši ljudje) se bo do leta 2050 predvidoma povečalo iz 5.300.000 na 21.000.000. Največje povečanje odstotne točke med najstarejšimi ljudmi je bilo znotraj starostne skupine 90 do 94 let, ki se je povečala s 25,0% v letu 1990 na 26,4% v letu 2010. S hitrim staranjem prebivalstva narašča tudi povpraševanje po znanjih s področja socialnega dela, specialnem usposabljanju za delo s starejšimi in praktikantih zainteresiranih za delo s starejšimi. V zadnjem desetletju so izobraževanja s področja geriatričnega socialnega dela, praksa in raziskave prejeli veliko podporo od ustanov kot so John Hartford Foundation Arhivirano 2019-01-13 na Wayback Machine., Robert Wood Johnson Foundation, in Atlantic Philanthropies.
Od približno 150.000 ljudi, ki umrejo vsak dan po svetu, je približno dve tretjini, to je 100,000 ljudi na dan, takih, ki umrejo zaradi vzrokov povezanih s starostjo. V industrijskih državah je ta delež še višji in dosega 90%. 

## Razlike med spoloma po starosti
V Združenih državah Amerike je prišlo do velikih razhajanj med številom moških in žensk v starejši populaciji. Tako v letu 2000 kot tudi leta 2010 so ženske presegle število moških v starejši populaciji po posameznih letih starosti (v starostni skupini od 65 do 100 let in več). Razmerje med spoloma, ki je merilo za izmero ravnotežja med moškimi in ženskami v populaciji, se izračuna tako, da se število moških deli s številom žensk in nato pomnoži s 100. Zato je razmerje med spoloma število moških na 100 žensk. V letu 2010 je bilo 90,5 moških na 100 žensk v populaciji ljudi starih 65 let. Vendar pa ta podatek predstavlja povišanje razmerja, saj je bilo leta 1990 le 82,7 moških na 100 žensk, leta 2000 pa je znašalo razmerje med spoloma 88.1. Čeprav se razkorak med spoloma zmanjšuje, imajo ženske še vedno višjo pričakovano življenjsko dobo in nižjo stopnjo umrljivosti v višjih starostih kot moški. Na primer, Popis leta 2010 je pokazal, da je bilo v ZDA približno dvakrat toliko žensk kot moških starih 89 let (361.309 proti 176.689, v tem zaporedju). S starostjo povezane spremembe pri  moških po navadi napredujejo hitreje kot s starostjo povezane sprememb pri ženskah. Nevronski sistemi, povezani z vedenjskim področjem, zaznajo vpliv starosti na vedenje in možganske parametre, ki kažejo izrazitejše spremembe povezane s starostjo pri moških kot pri ženskah. Raziskave in študije so pokazale trdne dokaze, da igrajo ženski hormoni ključno vlogo pri vedenjskih in možganskih funkcijah, kar privede do premoči žensk na področju kognitivnega in zdravega staranja.

## Geografska porazdelitev starostnikov
Število in odstotek starejših ljudi, ki živijo v Združenih državah Amerike, se po popisu v ZDA razlikuje po štirih različnih regijah (severovzhod, sredji zahod, zahod in jug). Leta 2010 je bilo na jugu ZDA največ oseb starih 65 let in več ter 85 let in več. Vendar gledano proporcionalno ima severovzhod ZDA največji odstotek ljudi starih 65 let in več (14,1%), sledi srednji zahod (13,5%), nato jug (13,0%) in na koncu zahod (11,9%). V primerjavi s Popisom iz leta 2000 je v vseh geografskih regijah dokazana rast populacije ljudi starih 65 let in več ter 85 let in več. Najhitrejša rast prebivalstva starega 65 let in več je bila zaznana na zahodu ZDA (23,5%), kar se je število povečalo iz 6,9 milijona v letu 2000 na 8.5 milijona v letu 2010. Prav tako se je na zahodu ZDA pokazala najhitrejša rast prebivalstva starega 85 let in več (42,8%), iz 806.000 v letu 2000 na 1,2 milijona leta 2010. Opozoriti je treba, da je bila edina država Rhode Island, kjer se je zmanjšalo število ljudi starih 65 let in več, iz 152.402 v letu 2000 na 151.881 v letu 2010. Prav v vse državah pa se je v letih od 2000 do 2010 povečalo število ljudi starih 85 let in več. 

## Biogerontologija
Biogerontologija je podpodročje gerontologije, ki se ukvarja z biološkimi procesi staranja in njihovim evolucijskim izvorom. Gre za interdisciplinarno raziskovanje bioloških vzrokov staranja, učinkov in mehanizmov. Konzervativni biogerontologi kot je Leonard Hayflick so napovedali, da bo pričakovana življenjska doba ljudi dosegla starost približno 92 let, a obstaja konsenz, da bo ta številka še naprej naraščala.
Biomedicinska gerontologija, znana tudi kot eksperimentalna gerontologija in podaljšanje življenjske dobe, je podpodročje biogerontologije, ki si prizadeva upočasniti, preprečiti in celo spreobrniti  staranje pri ljudeh in živalih. Pristopi vključujejo zdravljenje s starostjo povezanih bolezni in upočasnitev osnovnih procesov staranja. Večina "podaljševalcev življenja" je prepričanih, da se bo  življenjska doba ljudi povišala v naslednjem stoletju, če ne prej. Optimisti, kot so Aubrey de Grey, celo ocenjujejo, da bi naj bila prva oseba, ki bo doživela tisoč let, že rojena. Nekateri biogerontologi so zavzeli vmesno stališče, sklicujoč se na študijo o procesu staranja kot sredstvu za blaženje s staranjem povezanih bolezni, in trdijo, da se najvišja življenjska doba ne more spremeniti oziroma da je ni zaželeno poskušati spreminjati. 
Kot pri biogerontologiji,  geriatristi preučujejo biološke vzroke in posledice staranja. Obe področji sta po mnenju mnogih znanstvenikov najpomembnejši področji raziskovanja staranja.

## Biološke teorije staranja
Teorije o staranju, so številne, a še nobena ni bila sprejeta. Obstaja širok spekter vrst teorij o vzrokih staranja. Vsem teorijam je skupno spoznanje, da s staranjem ljudi upada njihova telesna funkcija.

## Obraba in trganje
Teorije obrabe in trganja kažejo, da, ko se posameznik stara, se deli telesa kot so celice in organi obrabijo. Obraba telesa je lahko posledica notranjih ali zunanjih vzrokov, ki sčasoma privedejo do kopičenja težav, ki presegajo zmogljivosti za obnovo. Zaradi teh notranjih in zunanjih vzrokov, celice izgubijo sposobnost regeneriranja, kar v končni fazi vodi do mehanske in kemične izčrpanosti. Nekateri vzroki vključujejo kemikalije v zraku, hrani in tudi dim. Drugi vzroki so lahko virusi, poškodbe prostih radikalov, navzkrižno povezovanje in visoka telesna temperatura.

## Genetika
Genetske teorije staranja pravijo, da je staranje programirano v genih vsakega posameznika in da geni narekujejo življenjsko dobo celic. Smrt celice ali apoptoza, je določena z "biološko uro" preko genetske informacije v jedru celice. Geni odgovorni za apoptozo lahko razložijo smrt celice, niso pa primerni za razlago smrti celotnega organizma. Povečanje celične apoptoze je lahko v korelaciji s staranjem, vendar ni "vzrok smrti". Okoljski dejavniki in genetske mutacije lahko vplivajo na genske ekspresije in pospešijo staranje. 

## Splošno neravnovesje
Teorije o splošnem neravnovesju pri staranju kažejo, da se delovanje telesnih sistemov, kot so endokrini, živčni in imunski sistem, postopoma zmanjšuje in na koncu prenehajo delovati. Stopnja neravnovesja se razlikuje med posameznimi sistemi.

## Kopičenje
Teorije kopičenja pri staranju kažejo, da je staranje telesno upadanje, ki je posledica kopičenja elementov. Elementi so lahko zunanji, vnešeni v telo iz okolja. Drugi elementi so lahko naravna posledica celične presnove.
Primer teorije kopičenja je teorija o prostih radikalih. Po tej teoriji stranski produkti redne celične presnove imenovani prosti radikali vplivajo na celične komponente, kot so celične membrane in DNK ter s tem povzročajo nepopravljivo škodo. Novejša in celovita teorija komulacije dr. Aubreya de Greya predpostavlja, da je staranje posledica kopičenja 7 vrst "škode" na molekularni, celični in znotraj celični ravni. 

## Teorija prostih radikalov
Idejo, da so prosti radikali strupeni, je prva zagovarjala Rebeca Gerschman s sodelavci. Leta 1956 je Denham Harman razvil teorijo prostih radikalov pri staranju in z njo pokazala, da prosto radikalne reakcije prispevajo k degradaciji bioloških sistemov.[35] Staranje je rezultat škode, ki jo povzročijo reaktivne kisikove spojine (reactive oxygen species - ROS). Reaktivne kisikove spojine so majhne, zelo reaktivne, kisikove molekule, ki lahko poškodujejo kompleks celičnih sestavin, kot so maščobe, beljakovine ali DNK. Nastajajo v majhnih količinah med presnovnim procesom v telesu. Pogostejši so s staranjem, z njimi pa povezujejo tudi bolezni stranja kot so demenca, rak in bolezni srca. Teorija prostih radikalov ni vsesplošno sprejeta, ker ne moremo dokazati kaj nastopi prej, prosti radikali ali proces staranja in če je tako, zakaj se človeško telo stara. Razumno je, da lahko škoda, ki jo povzročijo prosti radikali, nastane šele s pričetokom procesa staranja. Prihodnje raziskave je treba usmeriti v dokazovanje, ali je možno s stabilizacijo prostih radikalov zamakniti staranje.

## Teorija podškodb DNA
Poškodbe DNA so eden od številnih vzrokov bolezni povezanih s staranjem. Hipoteza Gioacchina Failla iz leta 1958 je, da kopičenje poškodb DNK povzroča staranje. Hipotezo je kmalu razvil fizik Leo Szilard.  Ta teorija se je z leti spreminjala, saj so nove raziskava pokazale nove vrste poškodb in mutacij DNA, in več teorij staranja je zagovarjalo stališče, da poškodbe DNK, z ali brez mutacij, povzročajo staranje. Če bi bilo mogoče konzervirati poškodbe DNK in druge stresorje, bi lahko  odzivi celic proti raku in za preživetje povečali obrambo, ki ohranja celovitost celice. S tem bi lahko izboljšali zdravje in podaljšali življenjsko dobo. Pomemnost poškodb DNK in vzdrževanja genoma v povezavi s staranjem prebivalstva, je mogoče preučevati v zdravstvene namene.

## Socialna gerontologija
Socialna gerontologija je multidisciplinarno področje, ki se specializira v preučevanju in delu s starostniki. Socialni gerontolog lahko ima izobrazbo ali usposabljanje v socialnem delu,zdravstveni negi, psihologiji,  sociologiji, demografiji, gerontologiji ali v ostalih družboslovnih disciplinah. Socialni gerontologi so odgovorni za izobraževanje in raziskovanje vzrokov stanj, v katerih se znajdejo starejši.
Ker vprašanje življenjske dobe in podaljševanje življenjske dobe potrebuje numerološke prikaze, se veda prekriva z 
demografijo
. Se pa študija demografije življenjske dobe človeka razlikuje od socialne demografije staranja.

## Socialno delo s starejšimi
Socialno delo s starejšimi, poznano tudi kot socialno delo z ostarelimi, se šteje kot mikro in makro praksa dela s starejšimi od 60 oz. 65 let, njihovimi družinami, z okoljem, s smernicami povezanimi s staranjem in z raziskovanjem staranja. Socialni delavci starejših običajno ponujajo svetovanje, neposredno pomoč, koordinacijo nege občanov, načrtovanje skupnosti in zagovorništvo na področju agencij, organizacij vključujoč privatne prakse na domu, v soseskah, bolnišnicah, domovih starejših občanov, hospic centrih, domovih za ostarele, onkoloških inštitutih in stanovanjskih kompleksih za starejše.
Na makro ravni socialni delavci starejših delajo v okviru Ministrstva za zdravje, društev za zaščito starejših in v šolstvu.

## Socialne teorije staranja
Kot meni Dannefer, je staranje interaktivni proces, v katerem okolje vpliva na posameznika, prav tako pa posameznik vpliva na okolje v katerem se on stara. Razvijajo se številne teorije staranja, ki preučujejo proces staranja starejših v družbi, kakor tudi kako si moški in ženske ta proces razlagajo.

### Teorija dejavnosti
Teorijo dejavnosti so razvili Cavan, Havighurst in Albrecht. Ta teorija pravi, da je samopodoba starejših odvisna od družbenih interakcij. Da bi morala starejših bila višja, moramo nadomestiti izgubljene vloge starejših. Primer izgubljene vloge je lahko upokojitev iz službe ali pa izguba partnerja.
Aktivnost je bolj dobrodošla od neaktivnosti, saj izboljšuje počutje na več nivojih. Zaradi izboljšanega splošnega zdravstva starejše populacije, je aktivnost mnogo lažje zagotoviti, kot pred šestimi desetletji, ko je Havighurst predlagal to teorijo. Teorijo dejavnosti je možno vpeljati v stabilno, post-industrijsko družbo, ki nudi starejšim veliko priložnosti za smiselno udeležbo. Slabost: Nekateri starejši ne morejo vzdrževati aktivnega stila življenja zaradi telesnih omejitev, pomanjkanja denarja ali pomanjkanja želje po aktivnosti. Mnogi starejši nimajo sredstev za ohranjanje aktivne vloge v družbi. Po drugi strani pa nekateri starejši vztrajajo pri aktivnem življenju, čeprav lahko to povzroča nevarnost njim in ostalim ljudem, na primer vožnja ponoči z omejeno vidljivostjo, ali pa opravljanje vzdrževalnih del na hiši, navkljub hudemu artritisu v kolenih. S takšnimi dejanji zanikajo svoje omejitve in se udeležujejo nevarnih aktivnosti.

### Teorija umika
Teorijo umika sta razvila Cumming in Henry. Po tej teoriji starejši ljudje in okolje pričnejo s postopkom odtujitve drug od drugega.  Primer odtujitve je upokojitev iz službe. Teorija tudi meni, da starejši začnejo izgubljati »ego-energijo« in se vedno bolj zapirajo vase. Na takšen način je vzdrževanje morale veliko bolj zahteven postopek, kot če se starejši trudijo vzdrževati aktivni stil življenja.  Ta teorija je bila deležna kritik, ker bi naj imela napako, in sicer se bi naj starejši, ki ohranjajo aktiven stil življenja, neuspešno privadili na starost.
Postopno umikanje iz družbe in odnosov ohranja socialno ravnotežje in samorefleksijo za starejše, ki so osvobojeni družbenih vlog. Na ta način se zagotavlja prenos znanja, kapitala in moči od starejše generacije na mlade. Tako je možno, da družba funkcionira naprej, tudi ko pomembnejši starejši občani umrejo. Slabost: Ni nikakršnih raziskav in dokazov za potrditev te teorije. Poleg tega, veliko starejših želi ostati vključenih v družbo in aktivnih. Prisilen umik starejših iz družbe je lahko škodljiv za njih, kakor tudi za družbo. To teorijo so gerontologi večinoma ovrgli.

### Teorija kontinuitete
Teorija kontinuitete je zelo zavajajoč koncept. Po eni strani, kontinuiteta lahko pomeni, da ostane enaka, enotna, homogena in nespremenljiva. Ta statičen pogled na kontinuiteto pa ni ravno pravilno prenesti v človeško staranje. Po drugi strani pa dinamičen pogled meni, da kontinuiteta sloni na ideji o osnovni strukturi, ki traja dlje časa, vendar dovoljuje različne spremembe v določenem kontekstu, ki ga poda osnovna struktura. Osnovna struktura je skladna, ima urejeno in logično razmerje delov, ki so prepoznavni in edinstveni in ki nam omogočajo razlikovati to strukturo od ostalih. Z uvedbo koncepta časa, ideje kot so smer, zaporedje, razvoj značaja in zgodba dobijo nov koncept kontinuitete, kot se uporablja za razvoj človeških bitij. V tem članku je dinamičen koncept razvit in vključen v težavo prilagajanja na normalno staranje.
Osrednja predpostavka teorije kontinuitete je, da se pri prilagajanju, odrasli in starejši  trudijo ohraniti obstoječe notranje in zunanje strukture, le-to pa se trudijo doseči z uporabo kontinuitete (na poznanih področjih življenja). V zrelih in starejših letih, se odrasli poslužujejo preteklih izkušenj in uporabljajo kontinuiteto kot primarno strategijo prilagajanja na spremembe povezane z normalnim staranjem. Spremembe so del kontinuitete, saj imajo dostop do preteklosti osebe. Kot rezultat lastnih zaznav, kakor tudi pritiskov iz okolja, so posamezniki, ki se prilagajajo na normalno staranje, nagnjeni in motivirani k notranji, kakor tudi zunanji kontinuiteti socialnega vedenja in okoliščin.
Teorija kontinuitete vidi tako notranjo kot zunanjo kontinuiteto kot robustno zbirko prilagodljivostnih strategij, ki jo podpirajo tako individualne preference, kakor tudi sociološke sankcije. Teorija kontinuitete sestoji iz splošnih  prilagodljivostnih principov, ki bi jih naj ljudje, ki se normalno starajo upoštevali, ter iz specifikacij splošnih primerov iz življenja v katerih bi se ti principi lahko uporabili. Posledično, teorija kontinuitete poseduje ogromen potencial, kot splošna teorija o prilagajanju na staranje posameznikov.

### Teorija stratifikacije starosti
Po tej teoriji, starejši rojeni v različnih časovnih obdobjih tvorijo kohorte, ki definirajo starostne sloje. Znotraj slojev sta dve večji razliki: kronološka starost in zgodovinske izkušnje.  Ta teorija vsebuje dva glavna argumenta: 
1. Starost je mehanizem za uravnavanje vedenja in kot posledica določa dostop do položajev moči.
2. Generacije igrajo pomembno vlogo v procesu družbenih sprememb.[41]

### Teorija življenjskega procesa
Po tej teoriji, ki izvira iz Life Course Perspective (Bengston and Allen, 1993), se staranje dogaja od rojstva do smrti. Staranje vključuje družbene, psihološke in biološke procese. Izkušnje povezane s staranjem so odvisne od zgodovinskih faktorjev starostnega sloja.
Dramatično zmanjšanje smrtnosti, obolevnosti in rodnosti v zadnjih nekaj desetletjih, je tako spremenilo organizacijo poteka življenjskih obdobij in vrste izobraževalnih, delavnih, družinskih in udobnostnih izkušenj, da se je zdaj možno postarati na povsem nove načine. Konfiguracije in vsebina drugih obdobij življenja se je prav tako spremenila, zlasti za ženske. Posledično bodo morale biti teorije starosti in staranja ponovno preučene.

### Teorija kumulativne prednosti/slabosti
Po tej teoriji, ki sta jo razvila Derek Price in Robert Merton leta 1960, podrobno pa jo je preučilo več raziskovalcev, kot npr. Dale Dannefer, imajo neenakosti težnjo, da postanejo bolj izrazite čez celoten proces staranja. Paradigma te teorije se lahko izrazi v reku »bogati postajajo še bogatejši, revni pa revnejši«. Prednosti in slabosti imajo v zgodnjem obdobju življenja velik vpliv na celotno življenje. Prednosti in slabosti v zrelem obdobju življenja, pa imajo neposreden vpliv na ekonomsko in zdravstveno stanje v starejših letih.

### Študij in delo
V Sloveniji je Socialno gerontologijo možno študirati le na eni fakulteti, tj. na Alma Mater Europaea. Je eden od deficitarnih poklicev, v prihodnosti, ko bo delež starejših ljudi večji, pa bo potreba po tem poklicu še narasla.